# Barbara Stok
Barbara Stok (née en 1970) est une autrice de bande dessinée néerlandaise spécialisée dans la bande dessinée autobiographique, un genre qu'elle a contribué à populariser dans son pays.
En 2009, elle est la première femme à remporter le prix Stripschap, principale récompense néerlandaise pour un bédéaste.

## Récompense
- 2009 : Prix Stripschap, pour l'ensemble de son œuvre